# Тунгшанђабу
Тунгшанђабу (кин: 同山加布峰) планина је у Хималајима. Са 7.207 метара надморске висине, она је 103. највиша планина на свету. Планина се налази спорном граничном подручју између Бутана и Кине. Званично, ниједна експедиција се није попела на планину Тунгшанђабу.
Име Тунгшанђабу први пут је наведено на мапи јапанских алпинистичких новости, маја 2003. године. Понекад се у региону користи и име Тери Канг, али је ово изгледа назив за неки мањи врх планине.